# Get Your Filthy Hands Off My Desert
Get Your Filthy Hands Off My Desert est une chanson du groupe de rock progressif britannique Pink Floyd. C'est le huitième titre de l'album The Final Cut paru en 1983. Écrite en 1982 par Roger Waters, comme l'intégralité des chansons de l'album, elle exprime son point de vue négatif sur les conflits armés en cours à l'époque, notamment le siège de Beyrouth, la guerre d'Afghanistan et la guerre des Malouines. La chanson n'a été jouée en concert que par Waters et elle apparaît sur son DVD en spectacle In the Flesh: Live.

## Fiche technique
- Roger Waters - chant, effets sonores
- David Gilmour - guitare
- Michael Kamen - orchestration